# Крюйс (шнява)
«Крюйс» или «Крейсер» — парусная шнява шведского флота, а затем Балтийского флота Российской империи, участник Северной войны.

## Описание судна
Парусная деревянная шнява. Вооружение судна составляли 8 орудий.

## История службы

### В составе Российского императорского флота
Дата и подробности пленения шведской шнявы не сохранились, после захвата вошла в состав Балтийского флота России под именем «Крюйс».
В составе Российского императорского флота принимала участие в Северной войне 1700—1721 годов. В кампанию 1718 года находилась в составе эскадры капитан-поручика Н. П. Вильбоа, состоявшей из одного фрегата и двух шняв. Эскадра выходила в крейсерские плавания к берегам Пруссии и Курляндии и между Либавой и Ревелем захватила пять неприятельских судов. В кампанию следующего 1719 года вновь находилась в составе эскадры капитана 3-го ранга Н. П. Вильбоа, состоявшей на этот раз из трёх небольших судов и выходившей в крейсерское плавание к Наргину.

## Командиры шнявы
Командиром шнявы «Крюйс» в составе Российского императорского флота в 1718 и 1719 годах служил Михаил Антуфьев. В 1718 году и до 30 мая (10 июня) 1719 года в звании поручика, а с 30 мая (10 июня) 1719 года в звании капитан-поручика.

### Комментарии
1. ↑  Включая «Крюйс».